# Tłumacz i Słownik Języka Angielskiego
Tłumacz i Słownik Języka Angielskiego – tłumacz komputerowy wydawany przez Wydawnictwo Kompas. Program tłumaczy teksty z języka angielskiego na język polski i z polskiego na angielski. Udostępnia również słownik angielsko-polski oraz polsko-angielski.
Ostatnia wersja programu (7.0) ukazała się w 2010.

## Funkcjonalność

### Charakterystyka silnika tłumaczącego
Silnik tłumaczący programu dokonuje analizy gramatycznej, składniowej i leksykalnej poszczególnych zdań i całego tłumaczonego tekstu. Analizuje formy wieloznaczne, kategorie gramatyczne, szyk zdania, powiązania międzywyrazowe, poszczególne wyrazy. Przekład tworzony jest na podstawie słownika, leksykonów pomocniczych, reguł transferu oraz analizy składniowej i semantycznej.

### Obsługa procesu tłumaczenia
Do kontrolowania procesu tłumaczenia służą m.in. następujące możliwości programu:
- wybór trybu tłumaczenia – program udostępnia 13 trybów tłumaczenia (m.in. tryb kontekstowy-automatyczny, kontekstowy-ręczny, analizy kolejnych zdań, bieżącej korekty);
- wybór tematu tłumaczonego tekstu – program umożliwia wybór spośród 120 kontekstów tematycznych (wybrane konteksty można łączyć);
- ustawienie opcji gramatycznych dla języka angielskiego i polskiego;
- opcje kontroli tłumaczenia słów pisanych wielkimi literami i zaczynających się wielką literą;
- opcje konwersji jednostek miar.

### Interfejs translatora
Interfejs programu umożliwia:
- wpisywanie, edycję oraz formatowanie tekstu źródłowego i przetłumaczonego;
- sprawdzenie pisowni tekstu źródłowego;
- wyszukiwanie odpowiadających sobie słów lub zdań w tekście źródłowym i przetłumaczonym;
- korektę tłumaczeń w tekście przetłumaczonym;
- edycję słowników użytkownika, archiwum zdań, listy słów nietłumaczonych;
- odtworzenie wymowy tekstu za pomocą syntezatora mowy.

### Słownik
Słownik programu umożliwia:
- wyszukiwanie słów i zwrotów;
- dodawanie i edycję haseł;
- odtworzenie wymowy haseł za pomocą syntezatora mowy;
- dodawanie notatek do haseł;
- wywoływanie słownika z zewnętrznych aplikacji za pomocą "gorącego klawisza".

| wersja | Liczba haseł | Liczba tłumaczeń | Liczba form fleksyjnych |
| ------ | ------------ | ---------------- | ----------------------- |
| 1.0    | 550 000      | 890 000          | 5,7 mln                 |
| 2.0    | 780 000      | 1 290 000        | 7,3 mln                 |
| 3.0    | 1 050 000    | 1 860 000        | 11 mln                  |
| 4.0    | 1 270 000    | 2 360 000        | 12 mln                  |
| 5.0    | 1 400 000    | 2 620 000        | 14 mln                  |

### Integracja
Program umożliwiał integrację modułu tłumaczącego z następującymi aplikacjami:
- edytor Microsoft Word (wersje 2000/XP/2003/2007);
- przeglądarka internetowa Internet Explorer (wersje 5.x-7.x);
- przeglądarka internetowa Mozilla Firefox (wersje 1.x-3.x);
- arkusz kalkulacyjny Microsoft Excel (wersje 2000/XP/2003/2007);
- kreator prezentacji multimedialnych Microsoft PowerPoint (wersje 2000/XP/2003/2007);
- program pocztowy Outlook Express;
- program pocztowy Poczta systemu Windows.

### Dodatkowe narzędzia
W pakiecie oprogramowania dostępne byłynastępujące narzędzia dodatkowe:
- Tłumacz plików – program umożliwiający wsadowe tłumaczenie wielu plików;
- Konfiguracja dodatków – narzędzie do zarządzania integracją z aplikacjami zewnętrznymi.

## Wymagania sprzętowe
Wymagania sprzętowe:
- PC z procesorem Pentium lub kompatybilnym
- min. 64 MB RAM
- Windows 98/NT/2000/Me/XP/Vista
- ok. 200 MB wolnego miejsca na dysku

## Nagrody i wyróżnienia
- wersja 4.1 – pierwsze miejsce w teście aplikacji do translacji tekstu w magazynie Chip[2];
- wersja 4.1 – zwycięzca w kategorii "Cena/Jakość" w teście translatorów Komputer Świat[3];
- wersja 3.0 – pierwsze miejsce w teście programów tłumaczących oraz zwycięzca w kategorii "Jakość" oraz "Cena/Jakość" Komputer Świat[4];
- wersja 2.2 – pierwsze miejsce w teście programów tłumaczących oraz zwycięzca w kategorii "Jakość" oraz "Cena/Jakość" Komputer Świat[5];
- wersja 2.0 – wyróżnienie "AS Empiku 2004" w kategorii Multimedia-Edukacja;
- wersja 2.0 – pierwsze miejsce i wyróżnienie "Wybór redakcji" w teście translatorów czasopisma Enter[6];
- wersja 2.0 – pierwsze miejsce w teście programów tłumaczących oraz zwycięzca w kategorii "Jakość" Komputer Świat[7];
- wersja 1.0 – zwycięzca w kategorii "Cena/Jakość" w teście programów tłumaczących Komputer Świat[8].